# Tessa
Tessa est un prénom féminin, porté principalement aux Pays-Bas et dans les pays anglophones, notamment aux États-Unis.

## Personnalités
- Tessa Worley (1989- ), skieuse alpine française.
- Tessa (1997- ), rappeuse danoise.

Pour les articles sur les personnes portant ce prénom, consulter les listes générées automatiquement pour Tessa